# Gran Premio motociclistico della Malesia 2012
Il Gran Premio motociclistico della Malesia 2012 è stato il sedicesimo Gran Premio della stagione 2012. Le gare si sono disputate il 21 ottobre 2012 presso il circuito di Sepang.
La corsa della MotoGP si è disputata in condizioni di bagnato e l'aumento dell'intensità della pioggia ne ha determinato la conclusione anticipata. Il vincitore è stato Daniel Pedrosa, al sesto successo stagionale, e con lui sul podio sono saliti Jorge Lorenzo e Casey Stoner. In classifica Lorenzo ha mantenuto un vantaggio di 23 punti su Pedrosa, con due gare in programma prima del termine del campionato.
Come per la MotoGP, anche in Moto2 le avverse condizioni meteo hanno causato la sospensione della corsa prima del suo completamento; la vittoria è andata ad Alex De Angelis, al primo successo stagionale, davanti a Gino Rea e Hafizh Syahrin, entrambi al loro primo podio nel motomondiale. Riguardo alla competizione per il titolo piloti, Pol Espargaró, piazzatosi 10º, ha approfittato solo parzialmente del ritiro per caduta del capo-classifica Marc Márquez, il quale è rimasto con 47 punti di vantaggio al termine di questo Gran Premio.
La gara della Moto3, l'unica a disputarsi sulla distanza completa, è stata vinta da Sandro Cortese, che con questo risultato ha ottenuto la certezza matematica del titolo mondiale con due gare di anticipo; dietro di lui si sono piazzati Zulfahmi Khairuddin, primo pilota malese a far segnare una pole position e un podio nel motomondiale, e Jonas Folger. Maverick Viñales, che si trovava secondo in classifica alla vigilia del Gran Premio, a seguito di contrasti con la propria squadra aveva invece deciso di rinunciare a partecipare all'evento fin dalle prime prove libere.

## MotoGP

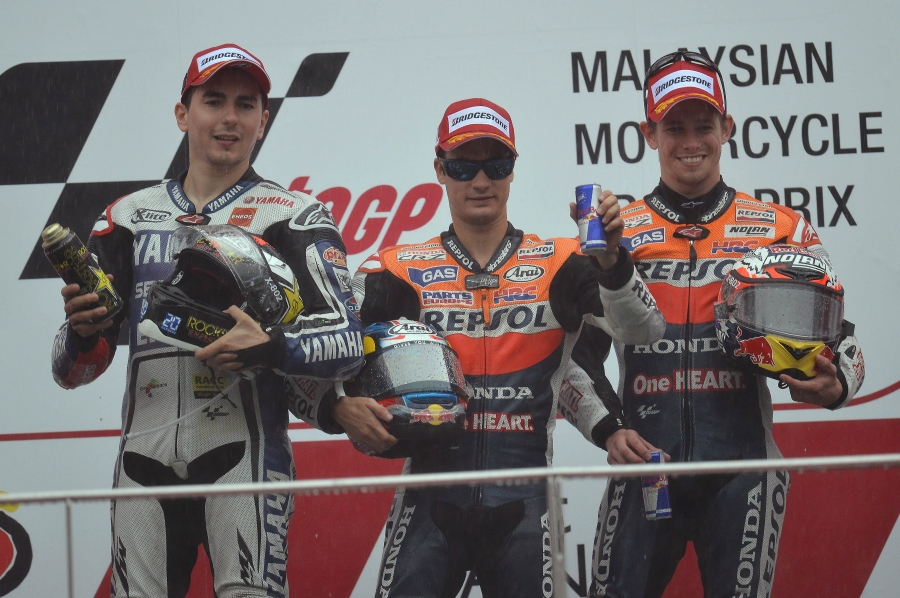
Lorenzo, Pedrosa e Stoner, festeggiano sul palco di premiazione del podio dopo aver concluso rispettivamente in seconda, prima e terza posizione la gara della classe MotoGP

La gara è stata sospesa con la bandiera rossa nel corso del 15º dei 20 giri previsti per il peggioramento delle condizioni meteorologiche. Non essendo stato possibile effettuare una ripartenza e percorrere i giri rimanenti, la gara è stata considerata conclusa e l'ordine d'arrivo è quello rilevato al 13º giro. Essendo stati completati due terzi della distanza originaria, è stato attribuito punteggio pieno. Roberto Rolfo, non essendo riuscito a
rientrare ai box entro il limite di tempo di 5 minuti dall'esposizione della bandiera rossa a causa di una caduta, è stato estromesso dalla classifica definitiva.

### Arrivati al traguardo
| Pos | Nº | Pilota           | Squadra                 | Motocicletta | Giri | Tempo     | Griglia | Punti |
| --- | -- | ---------------- | ----------------------- | ------------ | ---- | --------- | ------- | ----- |
| 1   | 26 | Daniel Pedrosa   | Repsol Honda            | Honda        | 13   | 29:29.049 | 2       | 25    |
| 2   | 99 | Jorge Lorenzo    | Yamaha Factory Racing   | Yamaha       | 13   | +3.774    | 1       | 20    |
| 3   | 1  | Casey Stoner     | Repsol Honda            | Honda        | 13   | +7.144    | 4       | 16    |
| 4   | 69 | Nicky Hayden     | Ducati Team             | Ducati       | 13   | +10.518   | 9       | 13    |
| 5   | 46 | Valentino Rossi  | Ducati Team             | Ducati       | 13   | +16.759   | 11      | 11    |
| 6   | 19 | Álvaro Bautista  | San Carlo Honda Gresini | Honda        | 13   | +17.276   | 10      | 10    |
| 7   | 8  | Héctor Barberá   | Pramac Racing           | Ducati       | 13   | +50.282   | 7       | 9     |
| 8   | 41 | Aleix Espargaró  | Power Electronics Aspar | ART          | 13   | +51.585   | 12      | 8     |
| 9   | 77 | James Ellison    | Paul Bird Motorsport    | ART          | 13   | +56.676   | 16      | 7     |
| 10  | 17 | Karel Abraham    | Cardion AB Motoracing   | Ducati       | 13   | +57.622   | 14      | 6     |
| 11  | 9  | Danilo Petrucci  | Came IodaRacing Project | Ioda-Suter   | 13   | +1:02.805 | 17      | 5     |
| 12  | 51 | Michele Pirro    | San Carlo Honda Gresini | FTR          | 13   | +1:02.891 | 15      | 4     |
| 13  | 4  | Andrea Dovizioso | Monster Yamaha Tech 3   | Yamaha       | 13   | +1:28.989 | 3       | 3     |

### Squalificato
| Nº | Pilota        | Squadra      | Motocicletta | Giri | Tempo     | Griglia |
| -- | ------------- | ------------ | ------------ | ---- | --------- | ------- |
| 84 | Roberto Rolfo | Speed Master | ART          | 13   | +1:23.890 | 19      |

### Ritirati
| Nº | Pilota          | Squadra                   | Motocicletta | Giri | Griglia |
| -- | --------------- | ------------------------- | ------------ | ---- | ------- |
| 6  | Stefan Bradl    | LCR Honda                 | Honda        | 11   | 8       |
| 35 | Cal Crutchlow   | Monster Yamaha Tech 3     | Yamaha       | 10   | 5       |
| 14 | Randy de Puniet | Power Electronics Aspar   | ART          | 10   | 13      |
| 22 | Iván Silva      | Avintia Blusens           | BQR          | 10   | 20      |
| 5  | Colin Edwards   | NGM Mobile Forward Racing | Suter        | 10   | 18      |
| 11 | Ben Spies       | Yamaha Factory Racing     | Yamaha       | 8    | 6       |

### Non partito
| Nº | Pilota          | Squadra         | Motocicletta |
| -- | --------------- | --------------- | ------------ |
| 68 | Yonny Hernández | Avintia Blusens | BQR          |

## Moto2
Randy Krummenacher, infortunato, è stato sostituito da Jesko Raffin. A questo Gran Premio è anche iscritto Hafizh Syahrin in qualità di wildcard.
La corsa è stata interrotta durante il 17º dei 19 giri previsti per l'incremento dell'intensità della pioggia; il risultato finale è quello relativo al 15º passaggio. Alessandro Andreozzi, non essendo rientrato nella corsia dei box entro 5 minuti dall'esposizione della bandiera rossa, viene squalificato pertanto non risulta tra i piloti classificati.
Nel Gran Premio di Francia Anthony West era risultato positivo a controlli antidoping, per tale motivo il 31 ottobre 2012 dopo il GP d'Australia è stata presa la decisione di annullare il risultato ottenuto in Francia e di squalificarlo per un mese, cosa che non gli ha permesso di partecipare all'ultima tappa del campionato 2012, a valencia. In seguito, il 28 novembre 2013, vengono annullati tutti i suoi risultati ottenuti nei 17 mesi successivi al GP di Francia della stagione precedente, fra cui quello di questa gara, in cui era arrivato secondo; Gino Rea ottiene quindi il secondo posto e Hafizh Syahrin la terza posizione, ottenendo così il suo primo piazzamento a podio nel motomondiale, anche se tale risultato viene ottenuto a più di un anno dallo svolgimento del gran premio.

### Arrivati al traguardo
| Pos | Nº | Pilota              | Squadra                    | Motocicletta | Giri | Tempo     | Griglia | Punti |
| --- | -- | ------------------- | -------------------------- | ------------ | ---- | --------- | ------- | ----- |
| 1   | 15 | Alex De Angelis     | NGM Mobile Forward Racing  | FTR          | 15   | 36:57.793 | 9       | 25    |
| 2   | 8  | Gino Rea            | Federal Oil Gresini        | Suter        | 15   | +1.363    | 22      | 20    |
| 3   | 86 | Hafizh Syahrin      | Petronas Raceline Malaysia | FTR          | 15   | +2.941    | 27      | 16    |
| 4   | 60 | Julián Simón        | Blusens Avintia            | Suter        | 15   | +7.583    | 13      | 13    |
| 5   | 29 | Andrea Iannone      | Speed Master               | Speed Up     | 15   | +10.062   | 11      | 11    |
| 6   | 36 | Mika Kallio         | Marc VDS Racing            | Kalex        | 15   | +23.078   | 15      | 10    |
| 7   | 38 | Bradley Smith       | Tech 3 Racing              | Tech 3       | 15   | +26.957   | 6       | 9     |
| 8   | 77 | Dominique Aegerter  | Technomag-CIP              | Suter        | 15   | +30.063   | 10      | 8     |
| 9   | 80 | Esteve Rabat        | Pons 40 HP Tuenti          | Kalex        | 15   | +31.514   | 7       | 7     |
| 10  | 40 | Pol Espargaró       | Pons 40 HP Tuenti          | Kalex        | 15   | +31.746   | 1       | 6     |
| 11  | 45 | Scott Redding       | Marc VDS Racing            | Kalex        | 15   | +37.108   | 2       | 5     |
| 12  | 24 | Toni Elías          | Italtrans Racing           | Kalex        | 15   | +38.627   | 28      | 4     |
| 13  | 49 | Axel Pons           | Pons 40 HP Tuenti          | Kalex        | 15   | +39.095   | 17      | 3     |
| 14  | 88 | Ricard Cardús       | Arguiñano Racing           | AJR          | 15   | +40.686   | 26      | 2     |
| 15  | 72 | Yūki Takahashi      | NGM Mobile Forward Racing  | FTR          | 15   | +40.757   | 23      | 1     |
| 16  | 75 | Tomoyoshi Koyama    | Technomag-CIP              | Suter        | 15   | +41.859   | 21      |       |
| 17  | 23 | Marcel Schrötter    | Desguaces La Torre SAG     | Bimota       | 15   | +46.760   | 25      |       |
| 18  | 20 | Jesko Raffin        | GP Team Switzerland        | Kalex        | 15   | +1:10.712 | 30      |       |
| 19  | 82 | Elena Rosell        | QMMF Racing                | Speed Up     | 15   | +1:17.807 | 31      |       |
| 20  | 10 | Marco Colandrea     | SAG Team                   | FTR          | 15   | +1:19.320 | 32      |       |
| 21  | 14 | Ratthapark Wilairot | Thai Honda PTT Gresini     | Suter        | 15   | +1:27.281 | 16      |       |
| 22  | 3  | Simone Corsi        | Came IodaRacing Project    | FTR          | 15   | +1:41.865 | 12      |       |

### Squalificati
| Nº | Pilota               | Squadra           | Motocicletta | Giri | Tempo     | Griglia |
| -- | -------------------- | ----------------- | ------------ | ---- | --------- | ------- |
| 95 | Anthony West         | QMMF Racing       | Speed Up     | 15   | +0.710    | 19      |
| 22 | Alessandro Andreozzi | S/Master Speed Up | Speed Up     | 15   | +1:28.788 | 29      |

### Ritirati
| Nº | Pilota           | Squadra                | Motocicletta | Giri | Griglia |
| -- | ---------------- | ---------------------- | ------------ | ---- | ------- |
| 12 | Thomas Lüthi     | Interwetten-Paddock    | Suter        | 14   | 8       |
| 63 | Mike Di Meglio   | Kiefer Racing          | Kalex        | 14   | 14      |
| 93 | Marc Márquez     | Catalunya Caixa Repsol | Suter        | 12   | 3       |
| 18 | Nicolás Terol    | Mapfre Aspar           | Suter        | 12   | 20      |
| 81 | Jordi Torres     | Mapfre Aspar           | Suter        | 12   | 18      |
| 57 | Eric Granado     | JIR Moto2              | Motobi       | 6    | 33      |
| 30 | Takaaki Nakagami | Italtrans Racing       | Kalex        | 2    | 4       |
| 5  | Johann Zarco     | JIR Moto2              | Motobi       | 0    | 5       |
| 19 | Xavier Siméon    | Tech 3 Racing          | Tech 3       | 0    | 24      |

## Moto3
Luigi Morciano, infortunato, non ha partecipato al Gran Premio e non è stato sostituito. Maverick Viñales, regolarmente iscritto all'evento, fin dalla prima sessione di prove libere e nel corso dell'intero fine settimana non ha fatto registrare alcun tempo valido, dato il suo rifiuto di correre maturato nell'immediata vigilia del Gran Premio.
Luis Salom, qualificatosi in quinta posizione, è stato arretrato di cinque posizioni sulla griglia di partenza per aver causato un incidente con Jonas Folger nel Gran Premio precedente.

### Arrivati al traguardo
| Pos | Nº | Pilota              | Squadra                        | Motocicletta | Giri | Tempo     | Griglia | Punti |
| --- | -- | ------------------- | ------------------------------ | ------------ | ---- | --------- | ------- | ----- |
| 1   | 11 | Sandro Cortese      | Red Bull KTM Ajo               | KTM          | 18   | 40:54.123 | 3       | 25    |
| 2   | 63 | Zulfahmi Khairuddin | AirAsia-Sic-Ajo                | KTM          | 18   | +0.028    | 1       | 20    |
| 3   | 94 | Jonas Folger        | Mapfre Aspar                   | Kalex KTM    | 18   | +0.247    | 2       | 16    |
| 4   | 39 | Luis Salom          | RW Racing GP                   | Kalex KTM    | 18   | +8.503    | 10      | 13    |
| 5   | 44 | Miguel Oliveira     | Estrella Galicia 0,0           | Suter Honda  | 18   | +8.674    | 5       | 11    |
| 6   | 52 | Danny Kent          | Red Bull KTM Ajo               | KTM          | 18   | +9.335    | 11      | 10    |
| 7   | 42 | Álex Rins           | Estrella Galicia 0,0           | Suter Honda  | 18   | +18.973   | 8       | 9     |
| 8   | 7  | Efrén Vázquez       | JHK t-shirt Laglisse           | FTR Honda    | 18   | +25.419   | 6       | 8     |
| 9   | 31 | Niklas Ajo          | TT Motion Events Racing        | KTM          | 18   | +30.714   | 16      | 7     |
| 10  | 26 | Adrián Martín       | JHK t-shirt Laglisse           | FTR Honda    | 18   | +30.763   | 9       | 6     |
| 11  | 61 | Arthur Sissis       | Red Bull KTM Ajo               | KTM          | 18   | +30.886   | 21      | 5     |
| 12  | 41 | Brad Binder         | RW Racing GP                   | Kalex KTM    | 18   | +31.019   | 7       | 4     |
| 13  | 8  | Jack Miller         | Caretta Technology             | Honda        | 18   | +31.225   | 19      | 3     |
| 14  | 12 | Álex Márquez        | Ambrogio Next Racing           | Suter Honda  | 18   | +31.313   | 24      | 2     |
| 15  | 27 | Niccolò Antonelli   | San Carlo Gresini              | FTR Honda    | 18   | +31.649   | 12      | 1     |
| 16  | 84 | Jakub Kornfeil      | Redox-Ongetta-Centro Seta      | FTR Honda    | 18   | +31.715   | 14      |       |
| 17  | 19 | Alessandro Tonucci  | Team Italia FMI                | FTR Honda    | 18   | +31.790   | 13      |       |
| 18  | 23 | Alberto Moncayo     | Andalucia JHK t-shirt Laglisse | FTR Honda    | 18   | +32.147   | 15      |       |
| 19  | 32 | Isaac Viñales       | Ongetta-Centro Seta            | FTR Honda    | 18   | +39.364   | 18      |       |
| 20  | 5  | Romano Fenati       | Team Italia FMI                | FTR Honda    | 18   | +45.824   | 17      |       |
| 21  | 89 | Alan Techer         | Technomag-CIP-TSR              | TSR Honda    | 18   | +46.622   | 20      |       |
| 22  | 17 | John McPhee         | Caretta Technology             | KRP Honda    | 18   | +46.672   | 26      |       |
| 23  | 9  | Toni Finsterbusch   | Racing Team Germany            | Honda        | 18   | +46.790   | 22      |       |
| 24  | 29 | Luca Amato          | Mapfre Aspar                   | Kalex KTM    | 18   | +1:09.086 | 30      |       |
| 25  | 28 | Josep Rodríguez     | Moto FGR                       | FGR Honda    | 18   | +1:15.734 | 23      |       |
| 26  | 30 | Giulian Pedone      | Ambrogio Next Racing           | Suter Honda  | 18   | +1:33.717 | 27      |       |
| 27  | 51 | Kenta Fujii         | Technomag-CIP-TSR              | TSR Honda    | 18   | +1:33.811 | 28      |       |
| 28  | 80 | Armando Pontone     | Ioda Team Italia               | Ioda         | 18   | +1:54.114 | 29      |       |

### Ritirati
| Nº | Pilota           | Squadra             | Motocicletta | Giri | Griglia |
| -- | ---------------- | ------------------- | ------------ | ---- | ------- |
| 99 | Danny Webb       | Mahindra Racing     | Mahindra     | 8    | 25      |
| 96 | Louis Rossi      | Racing Team Germany | FTR Honda    | 5    | 4       |
| 20 | Riccardo Moretti | Mahindra Racing     | Mahindra     | 1    | 31      |